# Mus sorella
Il topo pigmeo di Thomas (Mus sorella Thomas, 1909) è un roditore della famiglia dei Muridi diffuso nell'Africa centro-orientale.

## Descrizione
Roditore di piccole dimensioni, con la lunghezza della testa e del corpo tra 64 e 68 mm, la lunghezza della coda tra 34 e 40 mm, la lunghezza del piede tra 13 e 15 mm, la lunghezza delle orecchie di  mm e un peso fino a 18 g.

Le parti superiori sono bruno-fulve brillanti, cosparse di peli nerastri, particolarmente lungo la schiena. I fianchi e le guance sono più chiari con dei riflessi giallo-brunastri. Le parti inferiori e il dorso delle zampe sono bianchi. La coda è più corta della testa e del corpo, scura sopra e biancastra sotto.

## Biologia

### Comportamento
È una specie terricola. 

## Distribuzione e habitat
Questa specie è diffusa nella Repubblica Democratica del Congo nord-orientale e sud-orientale, Uganda, Kenya e Tanzania settentrionale.
Vive nelle radure all'interno di foreste montane e di pianura e nelle savane fino a 1.830 metri di altitudine.

## Conservazione
La IUCN Red List, considerato che questa specie è diffusa, comune e priva di reali minacce, classifica M.sorella come specie a rischio minimo (Least Concern).